# Campionato dei Caraibi di rugby a 15 2014
Il campionato dei Caraibi di rugby 2014 (in inglese 2014 NACRA Rugby Championship) fu la 7ª edizione del campionato dei Caraibi di rugby a 15 organizzata dal NACRA, la confederazione continentale rugbistica centro-nordamericana.
Il titolo è andato alla Guyana che nella finale di Marietta (Georgia) ha sconfitto i padroni di casa degli USA Rugby South Panthers in un incontro conclusosi ai tempi supplementari.

## Squadre Partecipanti
Le 14 squadre divise in zone regionali (Nord e Sud) di 7 squadre ciascuno furono divise in due gruppi di merito. Il principale chiamato Championship League e il secondario chiamato Cup League. Le partecipanti di ogni girone si incontrarono tra di loro in un girone di sola andata. Le prime classificate dei due gironi di Championship League disputarono la finale per il titolo, mentre le prime classificate dei due gironi di Cup League incontrarono la terza classificata del girone di Championship League, della propria zona,  per la qualificazione alla Championship League 2015.
| Zona                | Nord                                            | Sud                                                                             |
| ------------------- | ----------------------------------------------- | ------------------------------------------------------------------------------- |
| Championship League | - Bermuda - Isole Cayman - USA South            | - Barbados - Guyana - Trinidad e Tobago                                         |
| Cup League          | - Bahamas - Giamaica - Messico - Turks e Caicos | - Curaçao - Isole Vergini Britanniche - Saint Lucia - Saint Vincent e Grenadine |

## Championship League

### Zona Nord
| Marietta 10 maggio 2014                                                                 | USA South | 33 – 6 referto  | Bermuda | Life University |
| 2 Ty Elkins Ben Paul mt 3 Lucas Baistrocchi tr 4 Lucas Baistrocchi c.p. 2 Tommy Edwards |           |                 |         |                 |
|                                                                                         |           |                 |         |                 |
| 2 Ty Elkins Ben Paul                                                                    | mt        |                 |         |                 |
| 3 Lucas Baistrocchi                                                                     | tr        |                 |         |                 |
| 4 Lucas Baistrocchi                                                                     | c.p.      | 2 Tommy Edwards |         |                 |

| Devonshire Parish 7 giugno 2014                                                                         | Bermuda | 3 – 24 referto                    | Isole Cayman | Bermuda National Stadium |
| mt Keswick Wright Yohann Regnard tr Morgan Hayward Tommy Edwards c.p. 3 Morgan Hayward Marco Du Plessis |         |                                   |              |                          |
| |         |                                   |              |                          |
| | mt      | Keswick Wright Yohann Regnard     |              |                          |
| | tr      | Morgan Hayward                    |              |                          |
| Tommy Edwards                                                                                           | c.p.    | 3 Morgan Hayward Marco Du Plessis |              |                          |

| George Town 14 giugno 2014 | Isole Cayman | 30 – 34 referto | USA South | Truman Bodden Sports Complex |

Classifica
|  | Classifica   | G | V | N | P | PF | P- | diff. | BM | BS | PT |
|  | ------------ | - | - | - | - | -- | -- | ----- | -- | -- | -- |
|  | USA South    | 2 | 2 | 0 | 0 | 67 | 36 | 31    | 1  | 0  | 5  |
|  | Isole Cayman | 2 | 1 | 0 | 1 | 54 | 37 | 17    | 1  | 1  | 4  |
|  | Bermuda      | 2 | 0 | 0 | 2 | 9  | 57 | -48   | 0  | 0  | 0  |

- USA South qualificati alla finale
- Bermuda al play-out promozione/retrocessione

### Zona Sud
| Bridgetown 17 maggio 2014 | Barbados | 19 – 48 referto | Guyana | Garrison Historic Area |

| Port of Spain 24 maggio 2014 | Trinidad e Tobago | 34 – 5 referto | Barbados |  |

| Georgetown 7 giugno 2014                                                           | Guyana | 15 – 8 referto | Trinidad e Tobago | Providence Stadium (200 spett.) |
| 69’ Prowell 80+1’ Singh mt 61’ Scott 69’ Gonsalves tr 32’ Gonsalves c.p. 51’ Rojas |        |                |                   |                                 |
|                                                                                    |        |                |                   |                                 |
| 69’ Prowell 80+1’ Singh                                                            | mt     | 61’ Scott      |                   |                                 |
| 69’ Gonsalves                                                                      | tr     |                |                   |                                 |
| 32’ Gonsalves                                                                      | c.p.   | 51’ Rojas      |                   |                                 |

Classifica
|  | Classifica        | G | V | N | P | PF | P- | diff. | BM | BS | PT |
|  | ----------------- | - | - | - | - | -- | -- | ----- | -- | -- | -- |
|  | Guyana            | 2 | 2 | 0 | 0 | 63 | 27 | 36    | 1  | 0  | 5  |
|  | Trinidad e Tobago | 2 | 1 | 0 | 1 | 42 | 20 | 22    | 1  | 1  | 4  |
|  | Barbados          | 2 | 0 | 0 | 2 | 24 | 82 | -58   | 0  | 0  | 0  |

- Guyana qualificati alla finale
- Barbados al play-out promozione/retrocessione

## Cup League

### Zona Nord
| Nassau 17 maggio 2014 | Bahamas | 18 – 33 referto | Messico | Winton Rugby Centre |

| Kingston 17 maggio 2014 | Giamaica | 10 – 6 referto | Turks e Caicos | Utech Sports Field |

| Turks e Caicos 31 maggio 2014                                                           | Turks e Caicos | 11 – 13 referto  | Bahamas | Meridan Field (200 spett.) |
| 40’ Malcolm mt 12’ Lewis tr 13’ Salabie 53’ Butler 73’ Turbyfield c.p. 36’, 46’ Salabie |                |                  |         |                            |
|                                                                                         |                |                  |         |                            |
| 40’ Malcolm                                                                             | mt             | 12’ Lewis        |         |                            |
|                                                                                         | tr             | 13’ Salabie      |         |                            |
| 53’ Butler 73’ Turbyfield                                                               | c.p.           | 36’, 46’ Salabie |         |                            |

| Ewarton 7 giugno 2014 | Giamaica | 8 – 34 referto | Messico |  |

| Nassau 28 giugno 2014 | Bahamas | 10 – 17 referto | Giamaica | Winton Rugby Centre |

| Città del Messico 28 giugno 2014 | Messico | 96 – 0 referto | Turks e Caicos |  |

Classifica
|  | Classifica     | G | V | N | P | PF  | P-  | diff. | BM | BS | PT |
|  | -------------- | - | - | - | - | --- | --- | ----- | -- | -- | -- |
|  | Messico        | 3 | 3 | 0 | 0 | 163 | 26  | 137   | 3  | 0  | 9  |
|  | Giamaica       | 3 | 2 | 0 | 1 | 35  | 50  | -15   | 0  | 0  | 4  |
|  | Bahamas        | 3 | 1 | 0 | 2 | 41  | 61  | -20   | 0  | 1  | 3  |
|  | Turks e Caicos | 3 | 0 | 0 | 3 | 17  | 119 | -102  | 0  | 2  | 2  |

- Messico al play-out promozione/retrocessione

### Zona Sud
| Curaçao 10 maggio 2014 | Curaçao | 56 – 7 referto  | Saint Lucia | Sint-Michiel |
| (3) Rob Perry (2) James Brienburg Jacco Eilers Johan Faas Mooi Thimas Mark Verberg mt Werdel St Clair (4) Mooi Thimas tr Colvis Samuel Mooi Thomas c.p. |         |                 |             |              |
| |         |                 |             |              |
| (3) Rob Perry (2) James Brienburg Jacco Eilers Johan Faas Mooi Thimas Mark Verberg                                                                      | mt      | Werdel St Clair |             |              |
| (4) Mooi Thimas | tr      | Colvis Samuel   |             |              |
| Mooi Thomas | c.p.    |                 |             |              |

| Road Town 17 maggio 2014 | Isole Vergini Britanniche | 22 – 24 referto                                                  | Saint Vincent e Grenadine | A. O. Shirley Recreation Ground (100 spett.) |
| Grashaun Audain Simon Knight Donovan Staple mt Godfrey Matthews Recardo Dallaway Rasheed Campbell Kemi Francois (2) Rory Thorton tr (2) Phillip Alvis Rory Thorton c.p. |                           |                                                                  |                           |                                              |
| |                           |                                                                  |                           |                                              |
| Grashaun Audain Simon Knight Donovan Staple | mt                        | Godfrey Matthews Recardo Dallaway Rasheed Campbell Kemi Francois |                           |                                              |
| (2) Rory Thorton | tr                        | (2) Phillip Alvis                                                |                           |                                              |
| Rory Thorton | c.p.                      |                                                                  |                           |                                              |

| Road Town 7 giugno 2014 | Isole Vergini Britanniche | 18 – 29 referto                         | Saint Lucia | A. O. Shirley Recreation Ground (100 spett.) |
| 18’ Chapman 33’ Harry 54’ Maxwell mt 21’, 75’ Eugene 69’ Isidore 74’ Charles tr 69’, 74’, 76’ Samuels 29’ Eugene c.p. 50’ Samuels |                           |                                         |             |                                              |
| |                           |                                         |             |                                              |
| 18’ Chapman 33’ Harry 54’ Maxwell                                                                                                 | mt                        | 21’, 75’ Eugene 69’ Isidore 74’ Charles |             |                                              |
| | tr                        | 69’, 74’, 76’ Samuels                   |             |                                              |
| 29’ Eugene | c.p.                      | 50’ Samuels                             |             |                                              |

| Kingstown 7 giugno 2014                                                                  | Saint Vincent e Grenadine | 12 – 19 referto                   | Curaçao | Sion Hill School (200 spett.) |
| 30’ Phillips 44’ Morris mt 2’ Breuer 18’ Kopra 34’ Hernandez 30’ Alvis tr 18’, 35’ Perry |                           |                                   |         |                               |
|                                                                                          |                           |                                   |         |                               |
| 30’ Phillips 44’ Morris                                                                  | mt                        | 2’ Breuer 18’ Kopra 34’ Hernandez |         |                               |
| 30’ Alvis                                                                                | tr                        | 18’, 35’ Perry                    |         |                               |

| Curaçao 21 giugno 2014 | Curaçao | 42 – 12 referto | Isole Vergini Britanniche | Sint-Michiel |

| Saint Lucia 21 giugno 2014 | Saint Lucia | 26 – 22 referto | Saint Vincent e Grenadine |  |

Classifica
|  | Classifica                | G | V | N | P | PF  | P- | diff. | BM | BS | PT |
|  | ------------------------- | - | - | - | - | --- | -- | ----- | -- | -- | -- |
|  | Curaçao                   | 3 | 3 | 0 | 0 | 117 | 31 | 86    | 2  | 0  | 8  |
|  | Saint Lucia               | 3 | 2 | 0 | 1 | 62  | 96 | -34   | 2  | 0  | 6  |
|  | Saint Vincent e Grenadine | 3 | 1 | 0 | 2 | 58  | 67 | -9    | 1  | 2  | 5  |
|  | Isole Vergini Britanniche | 3 | 0 | 0 | 3 | 52  | 95 | -43   | 0  | 1  | 1  |

- Curaçao al play-out promozione/retrocessione

## Play-out promozione/retrocessione

### Zona Nord
L'incontro non si disputò per la rinuncia delle Bermuda, pertanto il Messico è stato promosso alla Championship League 2015 e le Bermuda relegate alla Cup League 2015

### Zona Sud
| Sint Michiel 20 settembre 2014 | Curaçao | 0 – 29 | Barbados | Blue Bay Curaçao Golf and Beach Resort, |

Barbados è stato promosso alla Championship League 2015 e le Curaçao relegato alla Cup League 2015

## Finale
| Marietta 28 giugno 2014 | USA South | 27 – 30 (d.t.s.) referto                                | Guyana | Life University |
| (3) Matt Hughston Brendan Smith mt Claudius Butts Vallon Adams Avery Corbin Theodore Henry (2) Tom Snow tr (2) Ryan Gonsalves Tom Snow c.p. (2) Ryan Gonsalves |           |                                                         |        |                 |
| |           |                                                         |        |                 |
| (3) Matt Hughston Brendan Smith | mt        | Claudius Butts Vallon Adams Avery Corbin Theodore Henry |        |                 |
| (2) Tom Snow | tr        | (2) Ryan Gonsalves                                      |        |                 |
| Tom Snow | c.p.      | (2) Ryan Gonsalves                                      |        |                 |